# Giancarlo Fagioli
| 144303 Mirellabreschi | 16 febbraio 2004 |
| 172734 Giansimon      | 10 febbraio 2004 |
| 191582 Kikadolfi      | 20 dicembre 2003 |
| 198616 Lucabracali    | 14 gennaio 2005  |
| 207657 Mangiantini    | 1º agosto 2007   |
| 210414 Gebartolomei   | 3 dicembre 2007  |
| 214715 Silvanofuso    | 10 ottobre 2006  |
| 214953 Giugavazzi     | 29 novembre 2007 |
| 235999 Bucciantini    | 4 aprile 2005    |
| 280641 Edosara        | 6 gennaio 2005   |
| 280652 Aimaku         | 2 febbraio 2005  |
| 283057 Casteldipiazza | 24 luglio 2008   |
| 289608 Wanli          | 4 aprile 2005    |
| 299134 Moggicecchi    | 10 marzo 2005    |
| 300226 Francocanepari | 13 dicembre 2006 |
| 309704 Baruffetti     | 29 marzo 2008    |
| 314808 Martindutertre | 15 ottobre 2006  |
| 315046 Gianniferrari  | 13 febbraio 2007 |
| 343057 Lucaravenni    | 15 febbraio 2009 |
| 364264 Martymartina   | 11 ottobre 2006  |
| 379130 Lopresti       | 15 febbraio 2009 |
| 396931 Nerliluca      | 4 aprile 2005    |
| 395124 Astonepia      | 10 dicembre 2009 |
| 470324 Debbanci       | 16 agosto 2007   |

Giancarlo Fagioli (1940) è un astronomo amatoriale italiano.
Il Minor Planet Center gli accredita le scoperte di ventidue asteroidi, effettuate tra il 2003 e il 2009, tutte in collaborazione con Luciano Tesi.
Gli è stato dedicato l'asteroide 27959 Fagioli.